# 凤岐吴氏大宅
凤岐吴氏大宅，位于中国福建省柘荣县乍洋乡凤里村凤岐自然村，是柘荣县体量最大的古民居，也是凤岐村唯一的建筑，形成“一村一屋”的格局。清乾隆、嘉庆年间（1736—1820年）建，坐东北朝西南，由围墙内的主体建筑、围墙外的附属建筑、外围的台埕建筑等组成，总面积达14311.16平方米。主体建筑，呈前后二院三进、左右三路之中轴对称格局。建筑装饰以原木、原砖、原色为主，保存较好。2009年11月16日公布为第七批福建省文物保护单位。2013年3月5日，被中华人民共和国国务院公布为第七批全国重点文物保护单位。